# Xuất gia gieo duyên

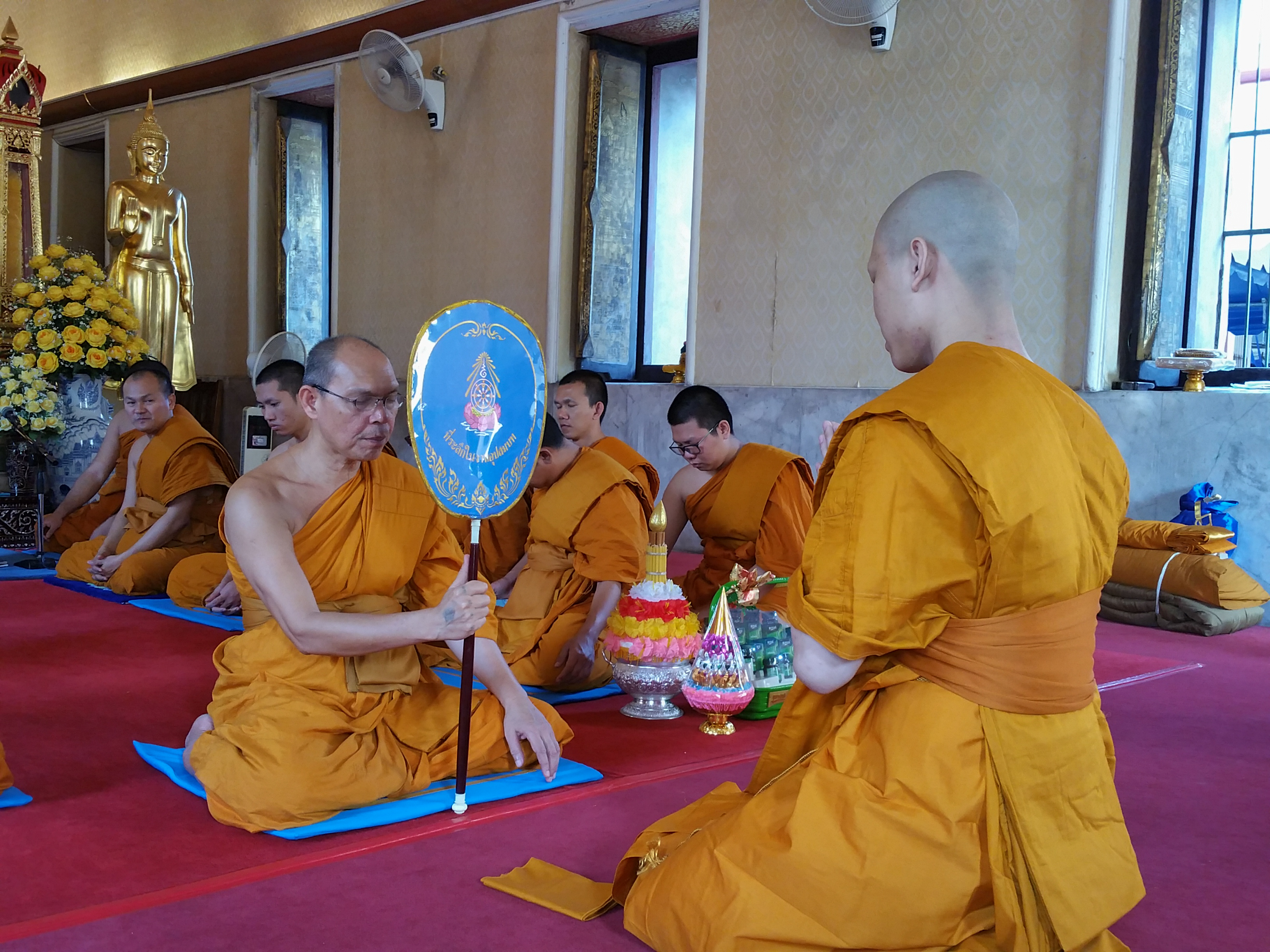
Quan cảnh lễ xuất gia tại một ngôi chùa ở Bangkok, Thái Lan. Người Thái quan niệm rằng nam giới khi đủ 20 tuổi nên xuất gia vào chùa một thời gian để học Phật pháp. Việc này vừa là nghĩa vụ tôn giáo, vừa là cách để báo hiếu cha mẹ và tích lũy công đức cho gia đình. Nghi lễ xuất gia này trong tiếng Thái gọi là Buat Nak (บวชนาค), được coi là nghi thức trưởng thành quan trọng của nam giới Thái Lan.

Xuất gia gieo duyên, hay còn gọi là xuất gia tạm thời, là một truyền thống Phật giáo phổ biến tại nhiều quốc gia Phật giáo Nam truyền (Theravada) như Thái Lan, Myanmar, Cambodia, Lào và gần đây đã trở nên quen thuộc hơn với tại Việt Nam. Truyền thống này cho phép cá nhân xuất gia trải nghiệm đời sống tu hành trong một khoảng thời gian nhất định mà không cần cam kết suốt đời. Mục đích chính là thực hành các ý nghĩa của việc xuất gia trong Phật giáo và đạt được các lợi ích từ đó.
Trong phép xuất gia gieo duyên, người cư sĩ sẽ tạm thời trở thành tu sĩ trong Phật giáo trong một khoảng thời gian nhất định, thường là từ vài ngày đến vài tháng. Việc thực hành giữ giới này được xem là cách "gieo duyên" với Phật pháp, tạo mối liên kết với con đường tu tập và tích lũy công đức không chỉ cho bản thân mà còn cho gia đình, đặc biệt là cha mẹ. Đại đức Thích Tâm Trường, trụ trì chùa Hoằng Pháp giải thích: "Xuất gia gieo duyên là gieo những hạt giống, trồng những duyên lành xuất gia; là làm quen, tập sự, trải nghiệm đời sống xuất gia trong một thời gian ngắn".
Khái niệm xuất gia tạm thời phản ánh sự thích ứng độc đáo của Phật giáo Nguyên thủy với văn hóa bản địa tại các nước Đông Nam Á. Thay vì xem việc xuất gia là một cam kết trọn đời, các xã hội này đã phát triển một mô hình linh hoạt hơn, cho phép nam giới trải nghiệm đời sống tu hành mà không cần từ bỏ vĩnh viễn vai trò thế tục của họ. Người tham gia vẫn phải tuân thủ đúng các phép tắc, chuẩn mực và tu học giống như những vị xuất gia trọn đời trong suốt thời gian thực hành phép này.
Thực hành xuất gia tạm thời có nguồn gốc sâu xa trong lịch sử văn hóa Phật giáo Đông Nam Á. Tại các quốc gia như Thái Lan, Myanmar, Lào và Campuchia, truyền thống này đã trở thành một phần không thể thiếu của quá trình trưởng thành và báo hiếu cha mẹ của nam giới
Tại Việt Nam, trước đây phép xuất gia gieo duyên được thực hành chủ yếu trong các khu vực Phật giáo của người dân tộc Khmer giống bên Campuchia. Còn hiện tại trong những năm gần đây, nhiều chùa thuộc nhiều hệ phái như Hoằng Pháp, Huyền Không và Bửu Long thường xuyên tổ chức các khóa xuất gia gieo duyên, đặc biệt là vào dịp hè và đầu năm mới. 
Trong khi ở Sri Lanka, việc xuất gia thường được xem là một cam kết trọn đời, thì tại các quốc gia Đông Nam Á, việc xuất gia tạm thời lại được khuyến khích rộng rãi. Điều này tạo nên một sự khác biệt đáng kể trong cách tiếp cận đời sống tu hành giữa các vùng Phật giáo Theravada.